# گویون بلوفورد
گویون استوارت "گی" بلوفورد جونیور (به انگلیسی: Guion Stewart “Guy” Bluford, Jr.) زاده ۲۲ نوامبر ۱۹۴۲ میلادی در فیلادلفیا در پنسیلوانیای آمریکا، فضانورد آمریکایی و نخستین سیاه‌پوست جهان است که به فضا سفر نموده است.

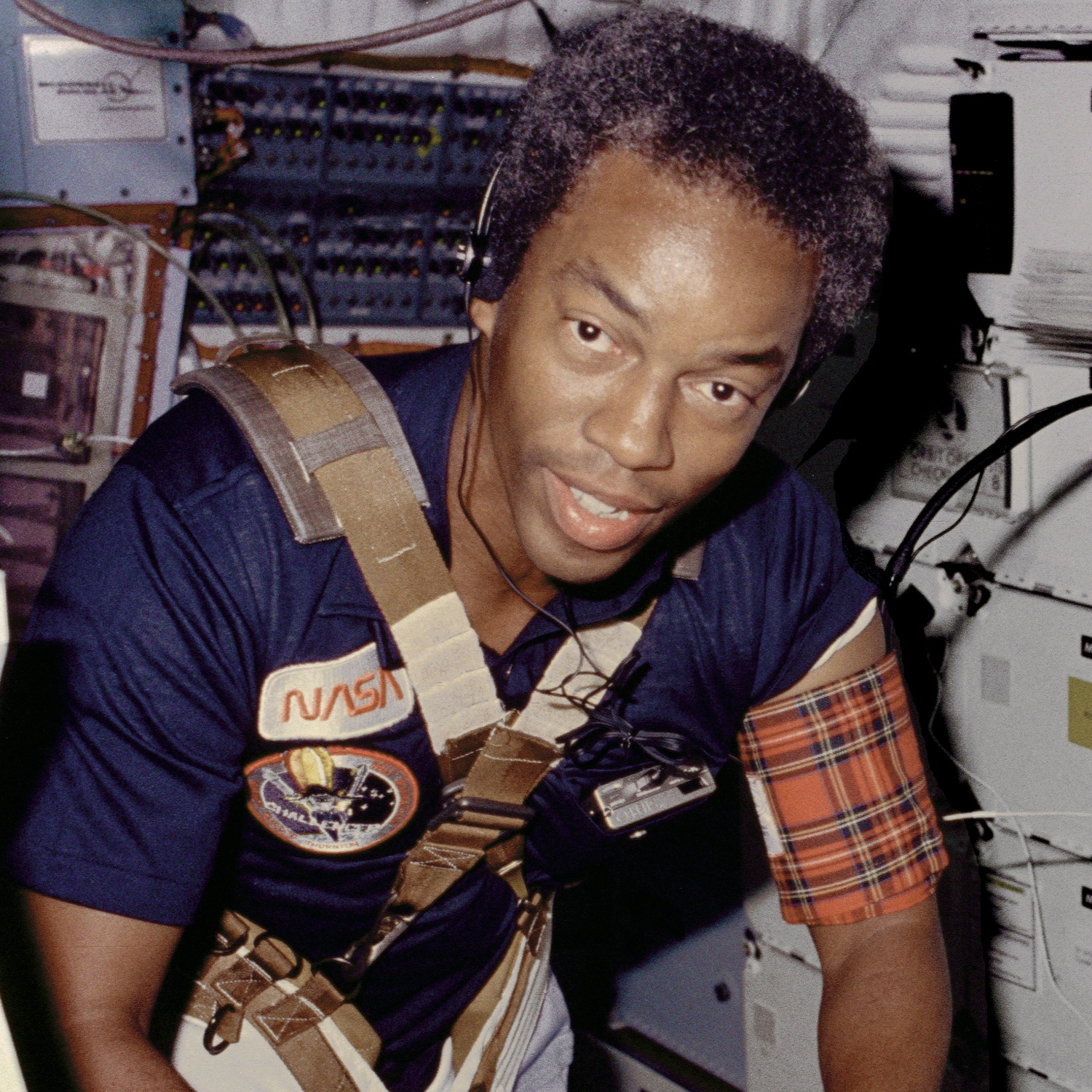

بلوفورد که خلبان هواپیماهای جنگی نیروی هوایی آمریکا بود، در ۱۴۴ ماموریت هوایی در جنگ ویتنام شرکت داشت. در سال ۱۹۷۸ دکترای خود را در مهندسی هوافضا از انستیتوی تکنولوژی نیروی هوایی دریافت نمود و در همان سال در آزمون ناسا از بین ۱۰٬۰۰۰ متقاضی ، جزو ۳۵ نفری شد که برای فضانوردی در شاتل فضایی، انتخاب شدند. در ۳۰ ماه اوت ۱۹۸۳ او مدار زمین را به وسیله یک شاتل فضایی پیمود و در سه مسافرت فضایی دیگر با شاتل در بین سالهای ۱۹۸۵ تا ۱۹۹۲ نیز شرکت جست. گویون بلوفورد که در سال ۱۹۸۷ از دانشگاهی در هیوستون موفق به اخذ مدرک در رشته مدیریت بازرگانی شده بود، به سال ۱۹۹۳ برای دنبال کردن حرفه‌ای مربوط به آی تی و خدمات مهندسی در بخش خصوصی، ناسا را ترک کرد.